# نورمان كامبل (لاعب كرة قدم)
نورمان كامبل (بالإنجليزية: Norman Campbell) هو لاعب كرة قدم جامايكي في مركز الهجوم، ولد في 20 نوفمبر 1999. شارك مع منتخب جامايكا لكرة القدم. أما مع النوادي، فقد لعب مع غرافيتشار بيوغراد.

## وصلات خارجية
- نورمان كامبل على موقع قاعدة بيانات كرة القدم.إي يو (الإنجليزية)
- نورمان كامبل على موقع ناشيونال فوتبول تيمز (الإنجليزية)
- نورمان كامبل على موقع Soccerway.com (الإنجليزية)
- نورمان كامبل على موقع عالم كرة القدم.نت (الإنجليزية)